# Beredskapsmuseet
Beredskapsmuseet i Djuramossa mellan Helsingborg och Viken är Sveriges enda museum i en underjordisk försvarsanläggning från andra världskriget, Batteri Helsingborg, ett fast kustartilleribatteri. Beredskapsmuseet invigdes den 30 juni 1997 och drivs i privat regi. Beredskapsmuseet förvaltar och visar även 18 värn ur Skånelinjen. Dessutom är muséet rättighetsinnehavare till En svensk tiger.

## Upphovsrättstvister
Beredskapsmuseet äger den ekonomiska upphovsrätten till Bertil Almqvists illustration En svensk tiger. Han ritade illustrationen, som föreställer en stiliserad blågulrandig tiger, till en Vaksamhetskampanj år 1941, och den blev sedermera en symbol för beredskapstiden i Sverige. Efter hans död 1972 fördes upphovsrätten över till hans döttrar, som skänkte den till Beredskapsmuseet. 
Museet och dess ombud Marie Andrée har vid flera tillfällen försvarat sin upphovsrätt och beivrat vad de anser vara överträdelser av upphovsrätten gällande illustrationen En svensk tiger.
2021 tilldelades museet Johnny Bode-priset för sina domstolsprocesser mot de som de ansett göra intrång i deras upphovsrätt.

## Galleri

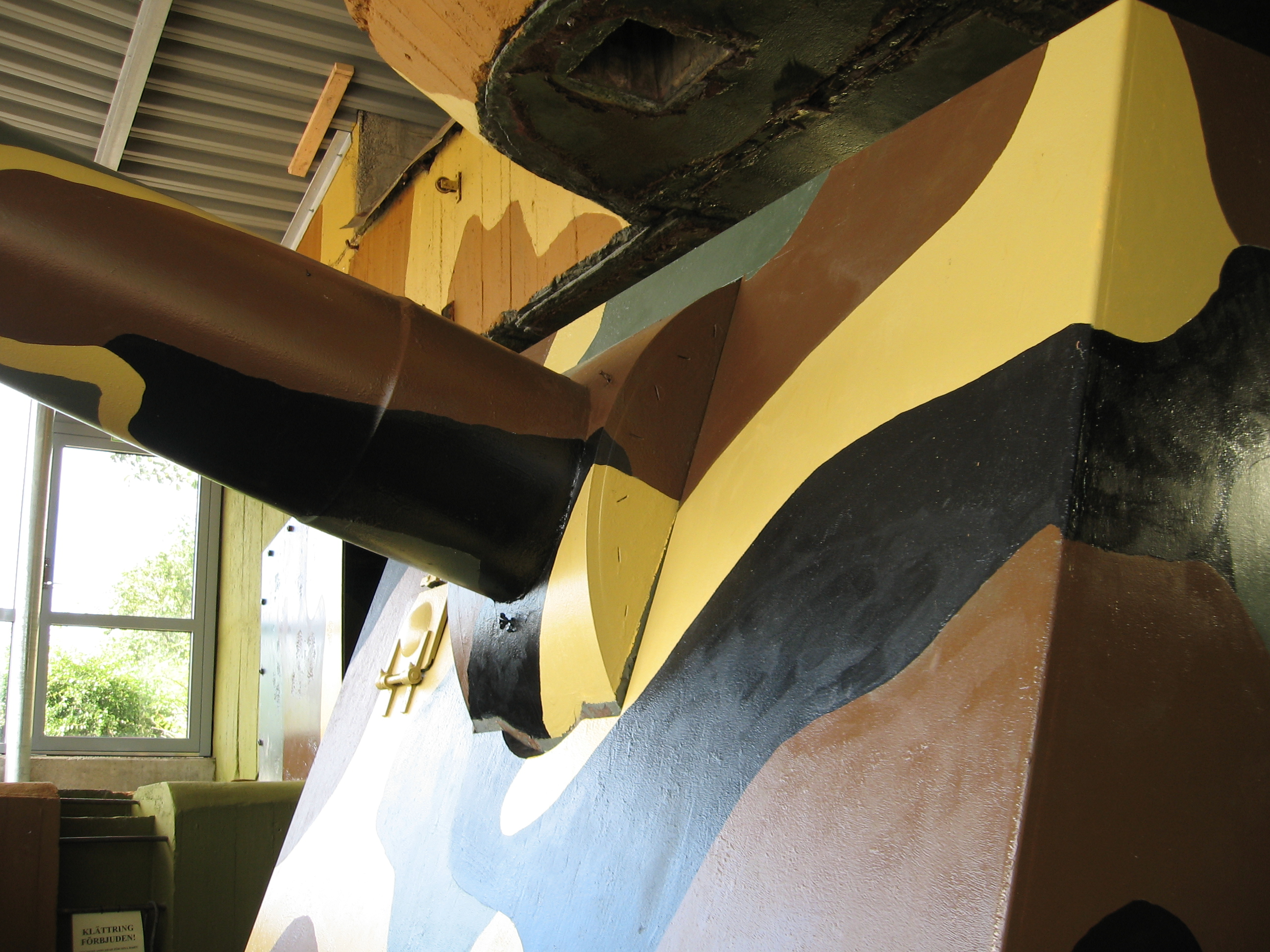
Maja, en av pjäserna i Batteri Helsingborg.
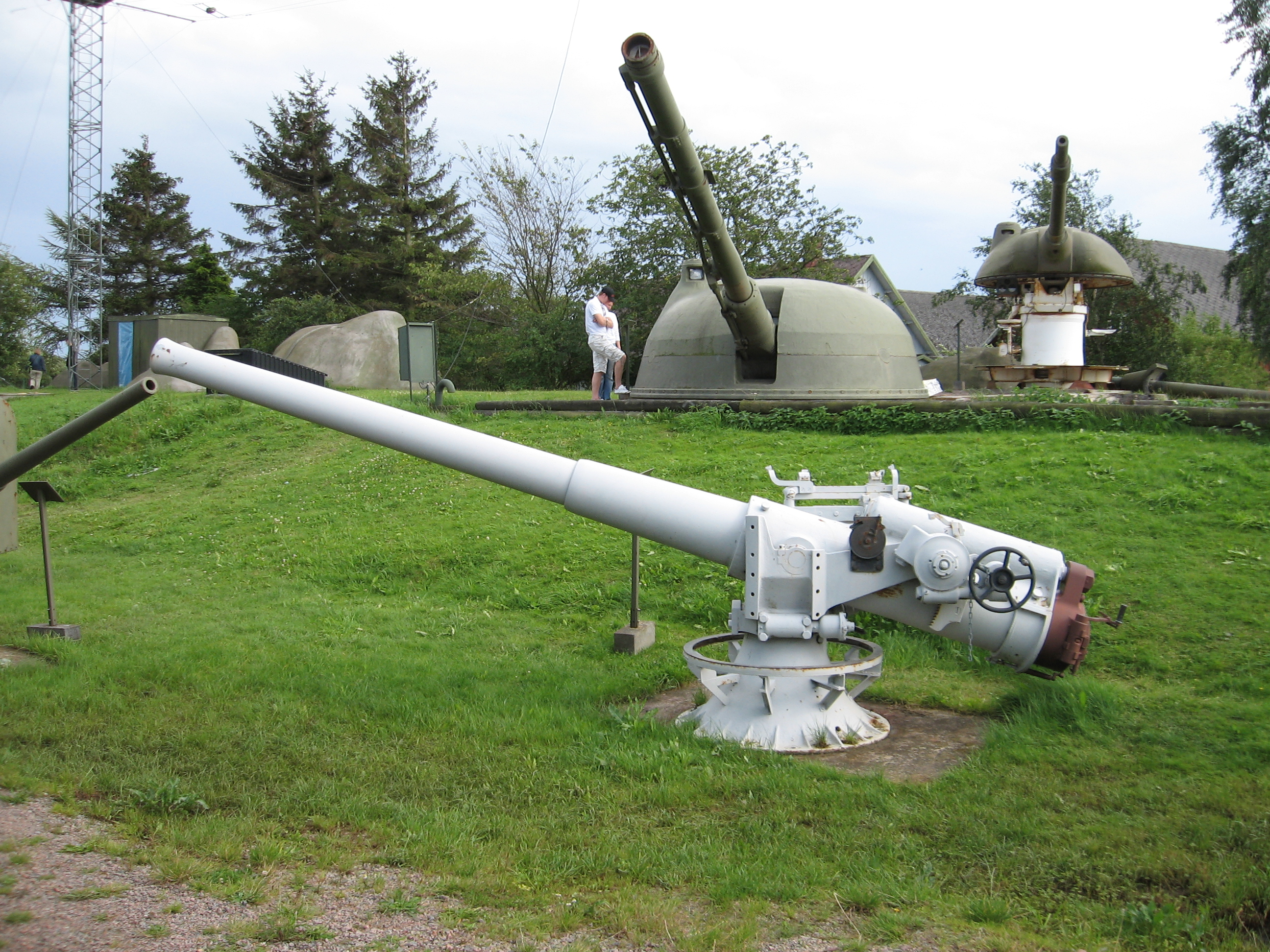
Kanon.
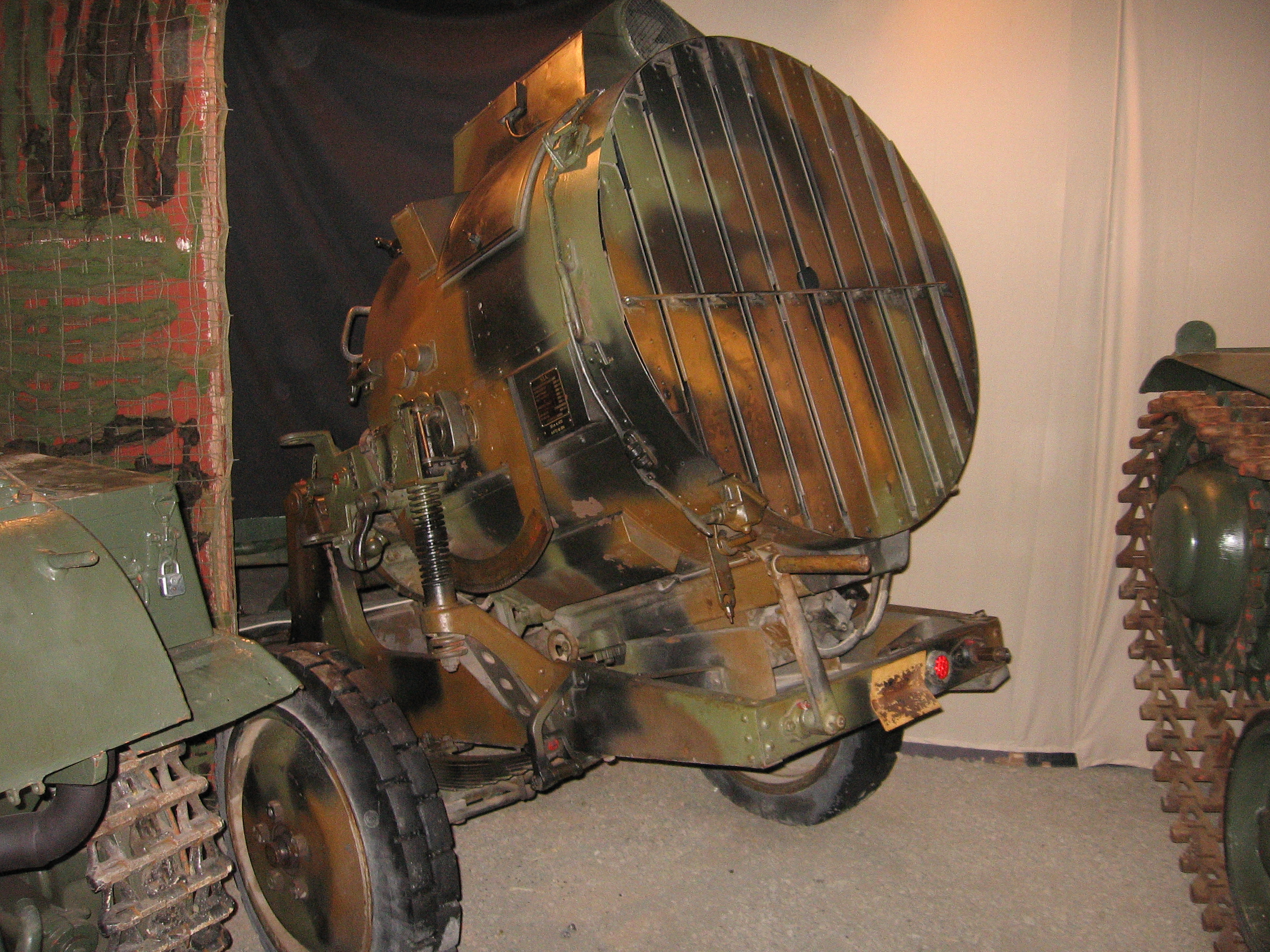
Luftvärnsstrålkastare m/37.
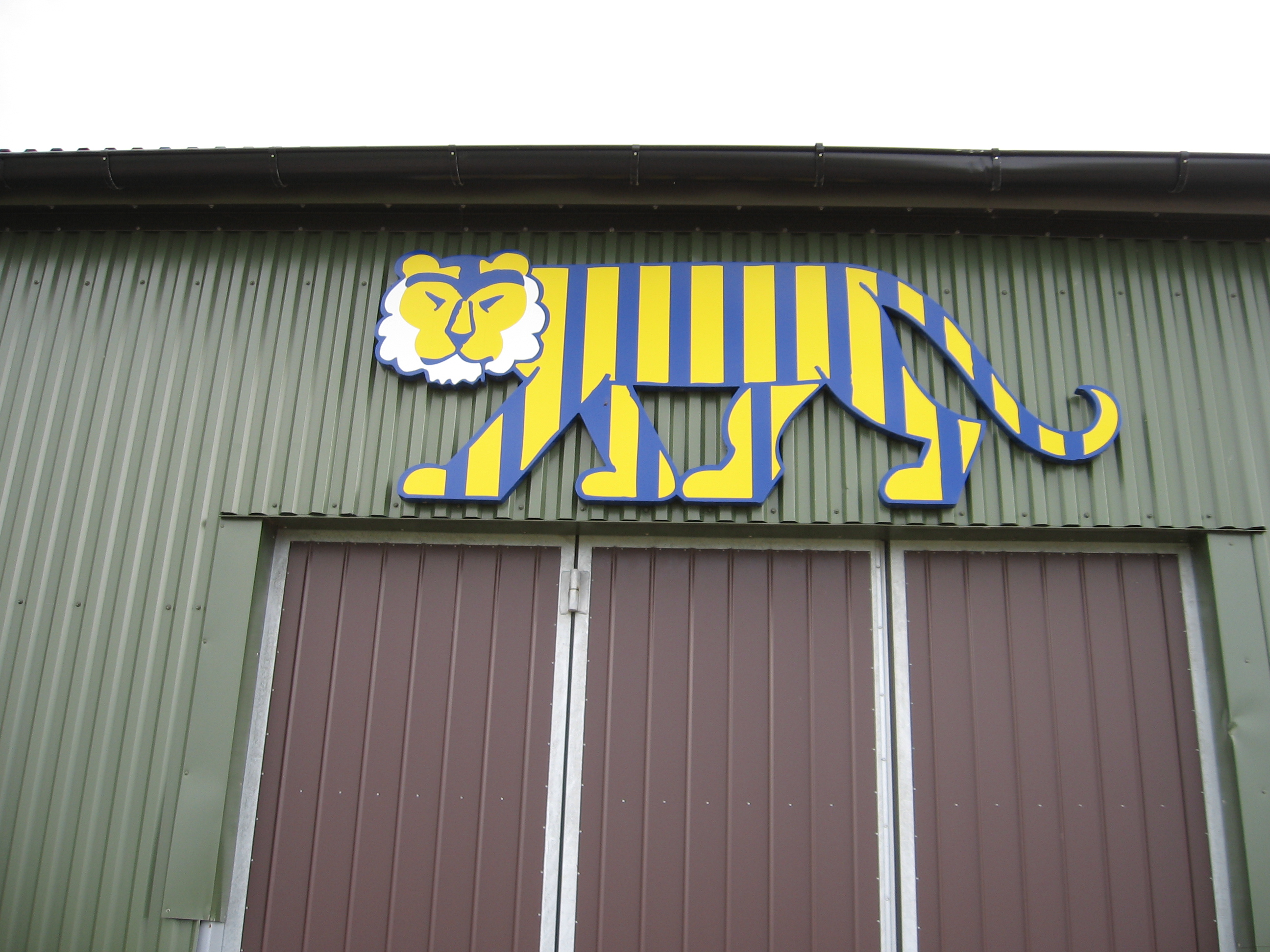
"En svensk tiger"-skylt.